# Числительное в праславянском языке
Числительное — одна из семантических категорий, которая в праславянском языке ещё не представляла собой отдельной части речи. Праславянское числительное продолжает традицию индоевропейского в том, что в её основе лежит десятичная система счисления, которая является индоевропейской древностью.

## Порядковые числительные
Именно основы порядковых числительных стали базой, на которой в праславянском языке развилась система соответствующих слов со значением числа и количества.
Новообразованием является праслав. *pьrvъ («первый»): от корня *pьr- и *v-; первоначальное значение — то, что стоит перед всеми другими. В *vъtorъ / *vъterъ выделяют суффикс -*tor / -*ter при неясной корневой части. В числительном *devętь начальный [d] представлен на месте исконного [n], аналогичный процесс имел место и в балтийских языках, ср. лит. devyni. Характер и причины такого изменения до сих пор не ясны. Возможно, это влияние следующего числа *desętь.
Для праславянского языка воспроизводят следующие порядковые числительные первого десятка: *pьrvъ, *vъtorъ, *tretьjь, *četvьrtъ, *pętъ, *šestъ, *sedmъ, *osmъ, *devętъ, *desętъ; для *sъto порядковым был *sъtь. Все они были именами прилагательного характера и употреблялись с названиями предметов и вместе с ними изменялись по родам, числам и падежам.
Для названий количества свыше десяти соответствующие порядковые употребляли редко, даже в старославянском языке не было единого типа их образования.

## Количественные числительные
В праславянском языке вместо индоевропейского *oinos «один» появилась другая форма — *(j)edinъ, которую рассматривают как дополнение более древнего, позже утраченного *inъ усилительной частицей местоименного происхождения *(j)ed-, ср. укр. лед-ве. Однако этимология этого слова до сих пор не выяснена. Названия числительных *pętь, *šestь, *sedmь, *osmь, *devętь были образованы от соответствующих порядковых: *pętъ > *pętь, *šestъ > *šestь, *sedmъ > *sedmь, *devętъ > *devętь. Для *desętь предполагают более древнее происхождение; есть следы того, что это была основа на согласный. Что касается *sedmь, то ещё в доисторическую эпоху произошло упрощение dm > m. Количество обозначали также слова *oba, *sъto i *tysętja, последнее, видимо, образовано от корня *sъt- во второй части и имело первоначальное значение «большая сотня». Слова *jedinъ, *dъva, *oba, *trьje, *četyre, выражая количественный признак предмета, грамматически принадлежали к прилагательным: они имели родовые окончания и согласовывались с существительными в роде, числе и падеже. *Рętь — *desętь, *sъto i *tysętja имели ещё характер существительного.
Для обозначения предметов больше десяти использовали числительные словосочетания. Числа второго десятка выражались сочетанием «числительное первого десятка + предлог *na + *desętь в мест. п.»: *dъva na desętе, *trьje na desętе, *četyre na desętе. В конструкции для определения нескольких десятков существует различие между *dъva — *četyre и *рętь — *desętь: первые согласовывались с *desętь (*dъva desętі, *trьje desętе), а вторые руководили им, требуя формы род. п. мн. ч. (*pętь desętъ, *šestь desętъ). Так же с сотнями и тысячами: *dъvě sъtě, *četyre sъtа, *dъvě tysętjі, но *pętь sъtъ, *šestь tysętjь. Количество, которое состояло из единиц и десятков, десятков и сотен и др., выражали сочетания, где составляющие были независимы и связаны сочинительным союзом: *dъva desętі і jedinъ (21) = *jedinъ і dъva desętі (21), хотя в основном сначала шли большие числа. Для третьего десятка также использовали предложные сочетания (*na как и для второго десятка): *dъva na dъva desętі (22), а в других — предлоги *medjǫ, что требовало твор. п. от *desętь: *dъva medjǫ desętьma, *trьje medjǫ desętьma. В праславянском языке не существовало слова «сорок», которое появилось в древнерусском языке с XIII века, а для обозначение четырёх десятков употребляли конструкцию *četyre desętе. То же самое касается и числительного «девяносто», но такие ученые, как Ф. Прусин, Кр. Станг, А. Вайян, А. М. Трубачёв, считают, что восточнославянское «девяносто» — не новообразование, а унаследованный диалектизм общеславянского языка.
Количество также выражали слова *obojь, *dъvojь, *trojь, *četverъ / *četvorъ, *pęterъ / *pętorъ, *šesterъ / *šestorъ, *sedmerъ / *sedmorъ, *osmerъ / *osmorъ, *devęterъ / *devętorъ, *desęterъ / *desętorъ. В отличие от названий количества типа *dъva, *trьje, *рętь и т. д., которые имели характер собирательных, слова *obojь, *dъvojь, *pęterъ / *pętorъ и т. д. употребляли, когда речь шла о расчленённом количестве, то есть количество однотипных, но чем-либо неоднородных предметов. *Рęterъ / *pętorъ — *desęterъ / *desętorъ, очевидно, появились в ранний период праславянского языка; грамматически это были имена прилагательного характера. Образований на -*er / -*or для чисел больших десяти праславянский язык не знал.
Для обозначения количества могли употреблять и слова, основы которых не были связаны с корнями числительных. Таким было слово *polъ «пол, половина». Словосочетание *polъ и нечленного порядкового прилагательного в форме род. п. ед. ч. обозначало величину, которая состоит из целого и половины: *polъ vъtorа (1½), *polъ pętа (4½), *polъ desętа (9½). Другие части единицы обозначали существительные, образованные от порядковых *četvьrtъ, *pętъ — *desętъ с помощью суффикса -*ina: *četvьrtina, *pętina, *šestina, *sedmina, *osmina, *devętina, *desętina и *tretina для *tretьjь. Количество из двух и более частей выражали словосочетания: *tri četvьrtiny, *pętь osminъ и т. д.
Для праславянского языка воспроизведены такие словосочетания как *ѕамъ pętъ, *ѕамъ desętъ — своеобразные конструкции, состоящие из местоимения *ѕамъ с порядковым числительным и обозначающие количество, ограниченное порядковым числительным, подчёркивая, что это количество завершает тот, кто считает, или тот предмет, который в указанном количестве является наиважнейшим.